# 火田民

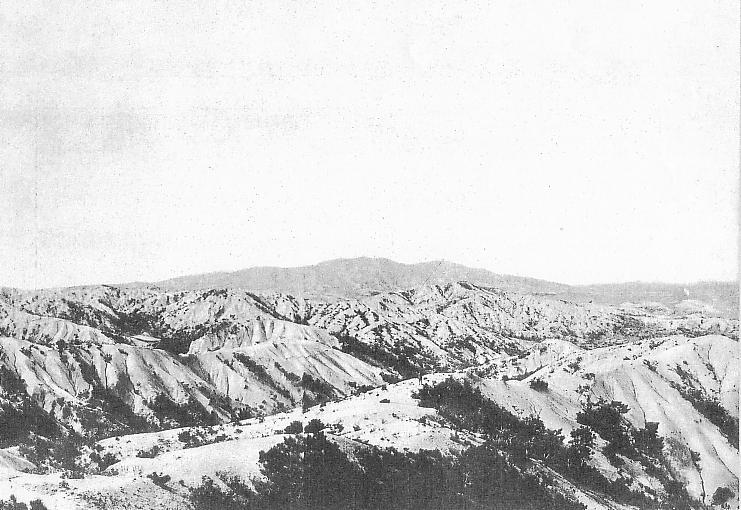
火田民らによって荒廃した朝鮮の禿山

火田民（かでんみん、朝: 화전민）は、かつての朝鮮半島に存在した焼畑農業を行う農民の一種である。

## 概要
李氏朝鮮の苛歛誅求によって生活が困難になった農民が、管理の手薄な山間部に分け入り、焼畑を行ったのが火田民の起源である。
朝鮮では、古来より山野は「無主公山」と呼ばれ、地元住民による一種の入会権が認められていたため無断開墾は罪とならず、森林破壊の害が顧みられることもなかった。
19世紀末期までに、朝鮮半島南部にあった森林はオンドルの薪供給源として過剰伐採され、大半が禿山と化していた。そのため火田民は、それほど森林破壊が進行していなかった朝鮮半島北部の山林を中心に活動していた。
朝鮮総督府では治山事業の一環として火田民対策も行うことになった。各道庁に担当の部署を設け、火田民500戸を単位とする「山農指導区」を組織し、一般の農業や酪農の技術指導に当たった。また、平野部から進出する高利貸しが、火田民の刹那的生活を促進していたため、それらの締め出しも併せて実施した。
1945年の日本の敗戦後、大韓民国では植林と共に火田民の定住化が図られたため1980年代までにほぼ消滅した。しかし、朝鮮民主主義人民共和国においては苛政と食糧難から現在も続いているという。